# Battaglia di Lesnaja
La battaglia di Lesnaja (in svedese Slaget vid Lesna, in russo Битва при Лесной?, Bitva pri Lesnoj, traslitterazione anglosassone "battaglia di Lesnaya") fu combattuta il 9 ottobre 1708 tra l'esercito imperiale russo, guidato dallo zar Pietro I e dal generale Aleksandr Danilovič Menšikov, e le forze svedesi del generale Adam Ludwig Lewenhaupt, presso il villaggio di Leśna al confine tra Impero russo e Confederazione polacco-lituana (odierno Ljasnaja nella Bielorussia orientale). Lo scontro, importante evento della più ampia grande guerra del nord, si concluse con una vittoria delle forze russe.

## Antefatto
Dopo la schiacciante vittoria riportata su un'armata russa superiore in numero nella battaglia di Narva del 30 novembre 1700, il sovrano svedese Carlo XII concentrò la sua attenzione sui nemici occidentali della Svezia, la Confederazione polacco-lituana e il Principato Elettorale di Sassonia; per sei anni le truppe svedesi dovettero impegnarsi in una complessa campagna in lungo e in largo per la Polonia, mentre a est lo zar Pietro I utilizzava questa inaspettata tregua per riorganizzare le sue forze, numerose ma ancora basate su concezioni militari ormai superate, sui canoni moderni di stampo europeo. Dopo aver riportato una decisiva vittoria sui sassoni nella battaglia di Fraustadt (13 febbraio 1706) e aver insediato sul trono polacco un monarca a lui fedele (Stanislao Leszczyński), Carlo XII rivolse la sua attenzione alla Russia: il nuovo esercito di Pietro I aveva condotto alcune campagne, su piccola scala ma vittoriose, ai danni dei possedimenti svedesi nella regione del Golfo di Finlandia, annettendosi l'Ingria e invadendo la Livonia e la Polonia orientale.
Nell'agosto del 1707 l'armata di Carlo XII si mosse attraverso la Polonia alla volta del confine russo, diretta a Smolensk per aprirsi poi la via per Mosca; su ordine dello zar, l'armata russa in Polonia, agli ordini del principe Menšikov, si ritirò con ordine davanti agli svedesi adottando la tattica della terra bruciata: i villaggi furono incendiati e i raccolti distrutti, onde negare agli svedesi ogni genere di vettovagliamento. La crisi nei rifornimenti si fece sentire, e a fine gennaio del 1708, mentre l'armata sostava vicino a Hrodna, Carlo XII inviò al generale Adam Ludwig Lewenhaupt, comandante delle forze svedesi in Livonia, l'ordine di raggiungerlo con rinforzi e vettovaglie: Lewenhaupt lasciò quindi Riga in giugno con 12 000 uomini e un convoglio completo di salmerie.
L'armata di Carlo si spinse nell'odierna Bielorussia, e il 14 luglio sconfisse i russi di Menšikov nella battaglia di Holowczyn; la tattica della terra bruciata stava iniziando a dare i suoi frutti, e con i rifornimenti che scarseggiavano Carlo dovette deviare la sua avanzata verso sud, in Ucraina, dove i cosacchi insorti contro lo zar potevano fornire aiuto e sostegno. Dopo aver inutilmente aspettato i rinforzi dalla Livonia, ai primi di settembre Carlo si mosse verso sud; in quel momento Lewenhaupt era ancora a 90 miglia di distanza dall'armata svedese, rallentato dalle forti piogge che avevano trasformato in fango i sentieri. Lo zar Pietro decise di sfruttare questa divisione delle forze svedesi, e lasciata l'armata principale nelle mani del generale Šeremetev prese con sé Menšikov e una "colonna volante" di dieci battaglioni di fanteria montati a cavallo, dieci reggimenti di dragoni e quattro batterie di artiglieria a cavallo per un totale di 11 650 uomini, e mosse incontro agli svedesi. Dopo aver perso una settimana per far attraversare al suo enorme convoglio di quasi 1 000 carri il fiume Dniepr, Lewenhaupt mosse a tappe forzate verso sud, fermandosi poi sulle rive del fiume Sož nei pressi del villaggio di Lesna/Lesnaja; qui, il 9 ottobre, gli svedesi furono raggiunti dalla "colonna volante" dello zar.

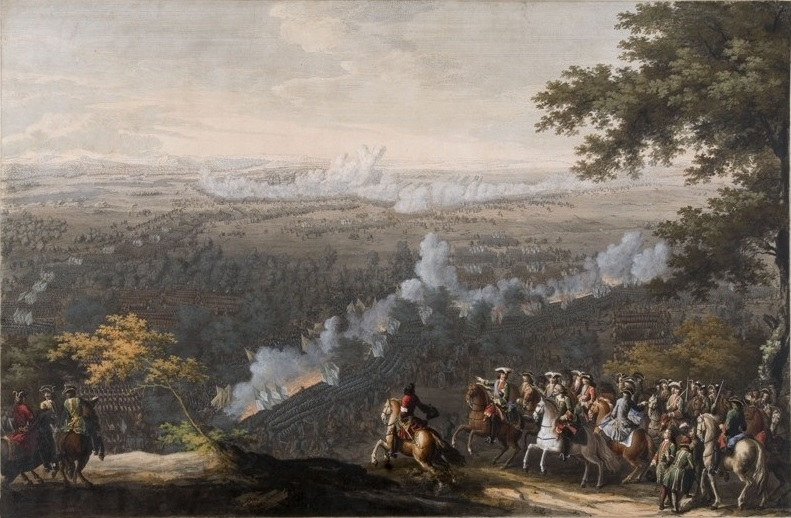
Raffigurazione artistica della battaglia.

## La battaglia

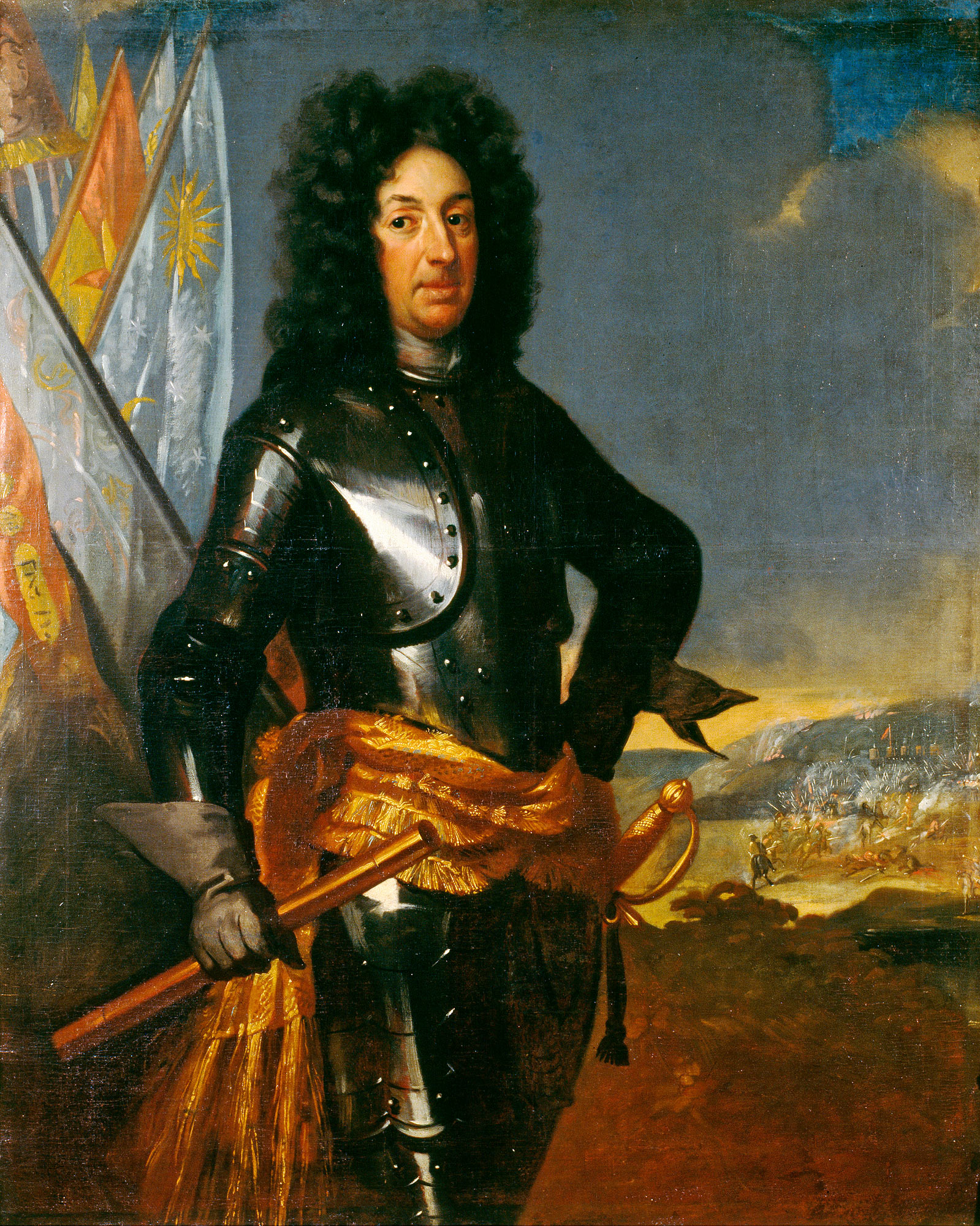
Adam Ludwig Lewenhaupt, comandante delle forze svedesi a Lesnaja.

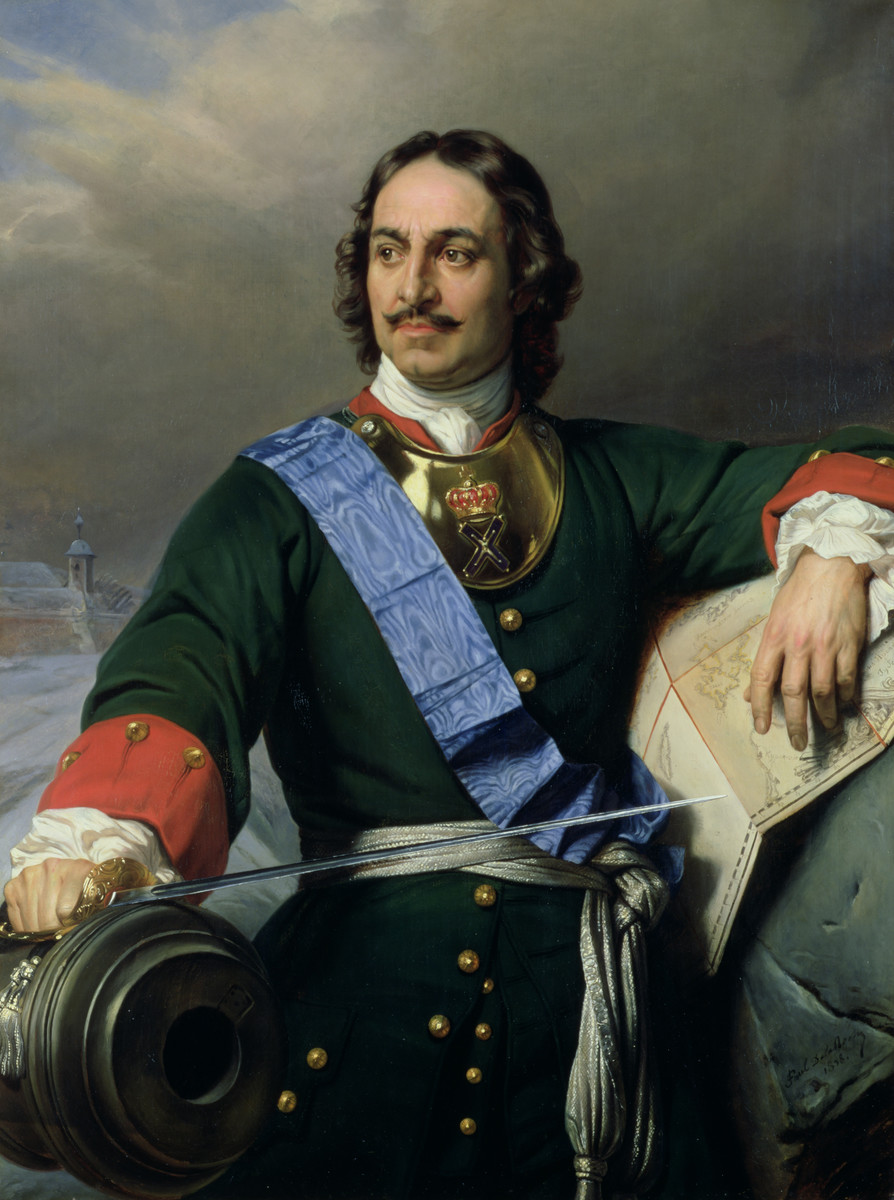
Lo zar Pietro I di Russia.

Sotto una pioggia intermittente, i due eserciti si schierarono nei campi aperti davanti al villaggio, delimitati da ampie zone boscose. Le forze russe si divisero in due colonne: la prima, sotto il principe Menšikov, prese posizione sulla sinistra dello schieramento, a nord del villaggio, con tre battaglioni di fanteria del Reggimento Ingermanlandskij e sei reggimenti di dragoni, mentre Pietro, accompagnato dal generale Michail Golitsyn, assumeva il comando del centro e dell'ala destra della formazione russa, a nord-ovest del villaggio, con i sei battaglioni della guardia imperiale (reggimenti Preobraženskij e Semënovskij, un battaglione del Reggimento Astrakhanskij e tre reggimenti di dragoni; otto cannoni da 2 libbre dell'artiglieria a cavallo erano dispiegati in appoggio dei battaglioni di fanteria. Dopo aver lasciato i carri nel villaggio, Lewenhaupt fece schierare le sue forze al limitare dei boschi in un ampio semicerchio con fronte rivolto a nord: i dieci battaglioni della fanteria svedese erano appoggiati da undici cannoni da 4 libbre, sparpagliati tra i ranghi, e sei cannoni campali da 6 libbre, riuniti in una batteria unica sul lato sinistro dello schieramento; con 3 000 dei suoi dragoni inviati precedentemente a Propoitsk per assicurarsi il ponte sul Sož, Lewenhaupt schierò il resto della sua cavalleria (tre reggimenti pesanti) in un blocco unico sul lato destro della sua linea di battaglia.
I combattimenti iniziarono verso le 13:00: le opposte fanterie si affrontarono in un duro scontro a fuoco al limitare dei boschi, mentre un tentativo dei dragoni di Menšikov di sfruttare un varco apertosi nella linea svedese a causa della conformazione del suolo fu respinto dalla carica della cavalleria svedese; la fanteria di Lewenhaupt incalzò i russi e minacciò di rompere la linea dei fanti di Menšikov, ma un contrattacco del Reggimento Semënovskij ristabilì la situazione. Per diverse ore lo scontro andò avanti senza che una delle parti riuscisse a prendere il sopravvento. Verso le 16:00 le forze di Pietro furono raggiunte da una colonna di rinforzo di 3 000 dragoni sotto il generale Christian Felix Bauer, che furono subito lanciati in una carica contro il fianco destro svedese: le truppe di Lewenhaupt ripiegarono con ordine verso sud, attestandosi infine al limitare del villaggio dietro la protezione di una barricata improvvisata fatta con i carri del convoglio; l'arrivo dei 3 000 dragoni richiamati da Propoitsk stabilizzò la situazione, e il combattimento si trascinò senza esito fin verso le 20:00, quando il buio e una nevicata fuori stagione vi posero termine.
Le due forze erano parimenti prostrate, ma Lewenhaupt si convinse che la sua posizione era intenibile e diede ordine di ritirarsi: i carri con i rifornimenti furono dati alle fiamme e i cannoni sepolti sulla riva del fiume; mentre gli svedesi si ritiravano nel buio verso il Sož il morale e la disciplina vennero meno e i reparti si frammentarono, soprattutto quando il ponte di Propoitsk fu trovato bruciato e gli uomini dovettero vagare alla ricerca di un guado. All'alba un contingente di cosacchi attaccò i dispersi svedesi a Propoitsk, uccidendo almeno 500 uomini; in totale, almeno metà della forza di Lewenhaupt finì distrutta nello scontro o durante la battaglia.

## Conseguenze
Le forze svedesi persero nello scontro tutta la loro artiglieria oltre a 607 cavalieri, 751 dragoni e 4 449 fanti, di cui quasi 3 000 presi prigionieri dai russi durante la ritirata notturna; i resti dell'armata di Lewenhaupt si ricongiunsero all'esercito di Carlo dieci giorni dopo la battaglia, senza aver portato gli attesi rifornimenti: il sovrano dovette quindi abbandonare i suoi propositi di marciare su Mosca e diede ordine, invece, di dirigere sull'Ucraina, alla ricerca di sostegno dai suoi alleati locali. Le cifre ufficiali che i russi diedero delle proprie perdite comprendevano poco più di 1 000 caduti e circa 2 800 feriti, cifre molto contestate; in ogni caso, la vittoria a Lesnaja ebbe un forte effetto psicologico sulle forze russe, riuscite per la prima volta a battere un'armata campale svedese di pari forza: lo stesso Pietro affermò che quella di Lesnaja fu «la madre della vittoriosa battaglia di Poltava», scontro decisivo di tutta la guerra.